# Данильчук Олександр Миколайович
Данильчук Олександр Миколайович (24 вересня 1877, Подільська губернія — ?) — український військовий та державний діяч, полковник Армії УНР.

## Життєпис
Походив із родини статського радника, спадкового дворянина Подільської губернії. Закінчив Полоцький кадетський корпус, Миколаївське кавалерійське училище (1897), вийшов корнетом до Приморського драгунського полку (с. Раздольне, Приморської області). 
З 03.03.1899 р. — помічник начальника відділу кадру кавалерійського запасу Приморського драгунського полку. З 08.12.1901 р. — в. о. начальника відділу кадру кавалерійського запасу цього ж полку. З 15.01.1903 р. начальник нестройової команди кадру кавалерійського запасу цього ж полку. 17.07.1903 р. вийшов у запас. 04.02.1904 р. у зв'язку з початком Російсько- японської війни був мобілізований до Приморського драгунського полку. З 10.09.1904 р. був приділений до управління військових сполучень штабу Манджурських армій. 13.12.1905 р. звільнився у запас у званні штабс-ротмістра. 19.07.1914 р. був мобілізований до Приморського драгунського полку. З 22.01.1915 р. — полковий ад'ютант. 19.06.1915 р. був нагороджений Георгіївською зброєю за кінну атаку на чолі ескадрону (29.11.1914 р.). З 04.09.1915 р. — старший ад'ютант штабу Усурійської кінної бригади. Останнє звання у російській армії — ротмістр.
Представник С. Петлюри при польському генштабі. У 1921 р. представляв позицію Головного Отамана під час нарад на яких обговорювалися питання підготовки Другого Зимового походу та загальноукраїнського повстання. У вересні 1922 р. наполягав на проведенні походу. Подальша доля невідома.